# Turdus ignobilis
Turdus ignobilis là một loài chim trong họ Turdidae.